# Виттиг, Георг
Георг Ви́ттиг (нем. Georg Wittig; 16 июня 1897, Берлин — 26 августа 1987, Гейдельберг) — немецкий химик-органик, лауреат Нобелевской премии по химии (1979, совместно с Г. Ч. Брауном).

## Биография
Обучался в Тюбингенском (до 1916) и Марбургском (1923—1926) университетах. До 1932 года работал в Марбургском университете. C 1923 доктор. В 1932—1937 профессор Высшей технической школы в Брауншвейге, в 1937—1944 Фрайбургского, в 1944—1956 Тюбингенского и с 1956 Гейдельбергского университетов (с 1967 почётный профессор в отставке).
Исследования посвящены синтезу сложных и труднодоступных органических соединений. Методом литийгалогенного обмена получил (1938) различные литийорганические соединения, в том числе ο-литийфторбензол. Выдвинул (1942) гипотезу об образовании в реакциях с участием ο-литийфторбензола промежуточного короткоживущего соединения — дегидробензола и в последующем подтвердил его существование, синтезировал на его основе многоядерные ароматические соединения, в частности полимеры бензола. Показал, что циклы, содержащие α—β высоконепредельные связи, склонны образовывать полимеры трубчатой или спиралеобразной структуры. Открыл (1942) перегруппировку простых эфиров в спирты под действием фениллития (перегруппировка Виттига).
В 1940-х годах поставил задачу создания молекул, в которых 5 органических групп обладают ковалентными связями с элементами V группы периодической таблицы, такими, как азот, фосфор и мышьяк. Получил (1945) соединение, явившееся первым представителем класса илидов — биполярных ионов, в которых положительно заряженный ониевый атом (азота, фосфора и т. п.) ковалентно связан с отрицательно заряженным атомом углерода.
Синтезировал пентафенилфосфор (1952). Осуществил многостадийный синтез фенантренов восстановлением эфиров замещённых 2.2'-дифенилкарбоновых кислот (1958). Открыл (1954) реакцию получения олефинов из карбонильных соединений и алкилиденфосфоранов (реакция Виттига). Открыл (1954) реакцию присоединения фосфинметилиденов к альдегидам и кетонам по двойной углерод-кислородной связи. Эти результаты Виттига нашли широкое применение, например, в промышленном синтезе витамина A, производных витамина D, стероидов и пр.
Синтезировал триптицен (1956). Доказал (1960—1961) промежуточное образование циклоалкинов С5—С7 при окислении соответствующих бис-гидразонов в присутствии высокоактивных компонентов реакции Дильса — Альдера (фенилазида и 2,5-дифеиил-3,4-бензофурана). Установил (1971) методом ядерного магнитного резонанса строение ароматического пропеллана.

## Награды и признание
Член ряда академий наук и научных обществ. Удостоен многочисленных международных наград и отличий.
В том числе: 
- Серебряная медаль университета Хельсинки
- 1953 — Памятная медаль Адольфа фон Байера[нем.] Германского химического общества
- 1965 — Премия имени Дэнни Хайнемана
- 1967 — Премия Отто Гана по физике и химии
- 1972 — Медаль Пауля Каррера[англ.] Цюрихского университета
- 1973 — Награда Роджера Адамса Американского химического общества
- 1975 — Премия Карла Циглера[нем.]
- 1979 — Нобелевская премия по химии (За вклад в превращение, соответственно, бор- и фосфорсодержащих соединений в важные реагенты для органического синтеза)

Почётный доктор Сорбонны (1957), Почётный доктор университетов Тюбингена и Гамбурга (1962).